# Theater Management System
Un Theater Manager System ou TMS est une catégorie de logiciel, définie par le Digital Cinema Initiatives, qui est installé dans un cinéma dont les salles sont équipées pour la projection cinéma numérique.
Au sein du cinéma, les missions principales du TMS sont la gestion :  
- des contenus DCP : films (features), bandes-annonces, aguiches (teasers), cartons, publicités…
- des séances,
- des clés numériques ou KDM.

Les missions d'un TMS font qu'il va être connecté au minimum à l'ensemble des serveurs de lectures du cinéma. Cela en fait donc un outil de supervision naturel.
Il arrive que certains TMS s'intègrent avec le système de caisse du cinéma ou encore au système de gestion de la publicité.
Les principaux TMS utilisés sont fournis par les fabricants de librairies ou les installateurs : TMS Ciné Digital Service, TMS ADDE, TMS Ymagis, TMS Doremi, TMS Dolby, TMS Arts Alliance Media.